# Андорра на зимних Олимпийских играх 1998
Андорра принимала участие в Зимних Олимпийских играх 1998 года в Нагано (Япония), но не завоевала ни одной медали. Страну представляло три участника в единственном виде спорта — горные лыжи. На церемонии открытия флаг нёс Виктор Гомес.

## Результаты

### Горнолыжный спорт
Мужчины
| Спортсмен    | Дисциплина        | 1-й спуск | 2-й спуск | Итог  | Итог  |
| Спортсмен    | Дисциплина        | Время     | Время     | Время | Место |
| ------------ | ----------------- | --------- | --------- | ----- | ----- |
| Виктор Гомес | Супергигант       |           |           | DNF   | -     |
| Жерар Эскода | Гигантский слалом | 1:25.23   | DNF       | DNF   | -     |
| Виктор Гомес | Гигантский слалом | 1:25.07   | DNF       | DNF   | -     |
| Виктор Гомес | Слалом            | DNF       | -         | DNF   | -     |
| Жерар Эскода | Слалом            | DNF       | -         | DNF   | -     |

Женщины
| Спортсменка | Дисциплина        | 1-й спуск | 2-й спуск | Итог    | Итог  |
| Спортсменка | Дисциплина        | Время     | Время     | Время   | Место |
| ----------- | ----------------- | --------- | --------- | ------- | ----- |
| Вики Грау   | Гигантский слалом | DNF       | -         | DNF     | -     |
| Вики Грау   | Слалом            | 48.41     | 49.28     | 1:37.69 | 19    |